# Ivan Kaminow
Ivan Paul Kaminow (* 3. März 1930 in Union City, New Jersey; † 18. Dezember 2013 in San Francisco) war ein US-amerikanischer Physiker, der sich mit angewandter Optik und Laserphysik befasste.

## Leben
Kaminow studierte am Union College in New York mit dem Bachelor-Abschluss 1952 und an der University of California, Los Angeles mit dem Master-Abschluss in Elektrotechnik 1954. An der Harvard University, an der er 1957 einen weiteren Masterabschluss in Physik erlangte, wurde er 1960 in angewandter Physik promoviert (bei C. Lester Hogan und R. Victor Jones). Von 1952 bis 1954 war er bei Hughes Aircraft, wo er Mikrowellenantennenanlagen erforschte, und ab 1954 an den Bell Laboratories. Ab 1984 war er dort Abteilungsleiter Photonic Networks and Components Research. 1996 ging er in den Ruhestand, beriet Bell Labs aber noch von 1997 bis 1999. Danach war er Berater des US-Kongresses als Congressional Fellow des IEEE, hatte mit Kaminow Lightwave Technology eine eigene Beraterfirma und lehrte ab 2004 an der University of California, Berkeley, wo er Adjunct Professor in der Fakultät für Elektrotechnik und Informatik war.
1968 war er Visiting Lecturer an der Princeton University und 1990 Gastprofessor an der Universität Tokio.
Bei Bell Labs leistete er wichtige Beiträge zu elektrooptischen Modulatoren und Materialien, Raman-Streuung in Ferroelektrika, integrierter Optik, Halbleiterlasern inklusive Distributed Feedback Laser, optischen Netzwerken mit Wavelength Division Multiplexing und deren Komponenten, Glasfasern (inklusive erbiumdotierte Glasfaser-Verstärker, Glasfaser Fabry-Perot Resonator, Waveguide Grating Router).
Kaminow war Distinguished Member of the Technical Staff bei Bell Labs und war Fellow der New York Academy of Medicine. Er veröffentlichte über 240 wissenschaftliche Aufsätze und hielt 47 Patente (2011).
Kaminow erhielt 1983 den Quantum Electronics Award des IEEE, 1995 den Charles Hard Townes Award und 1997 den Tyndall Award. Außerdem erhielt er die Third Millennium Medal der IEEE. 2011 erhielt er die Frederic Ives Medal. Für 2013 wurde ihm die IEEE Edison Medal zugesprochen. Er war Mitglied der National Academy of Engineering und Fellow der American Physical Society, des IEEE und der Optical Society of America.
Von 1977 bis 1983 war er Mitherausgeber des Journal of Quantum Electronics.

## Schriften
- Herausgeber und einführender Text: An introduction to electrooptic devices, Academic Press 1974 (Reprint Band)
- Herausgeber mit Tingye Li (ab Band 4A), Stewart E. Miller (bis Band 3B): Optical Fiber Telecommunications, 6 Bände (in jeweils 2 Teilbänden), Elsevier/Academic Press 1979–2013
- Herausgeber mit Anthony E. Siegman: Laser devices and applications : a book of selected reprints, IEEE Press 1973
- Herausgeber mit Casimir DeCusatis: The optical communications reference, Elsevier 2010